# Chrysler Newport
«Chrysler Newport» (Крайслер Ньюпорт) — назва, яку використовував Chrysler для позначення кузова хардтоп і також для моделі нижчої цінової категорії з 1961 по 1981 рр.. Chrysler вперше використав назву Newport на шоу-карі 1940 року, який був виготовлений в 5 одиницях.

## 1940-і

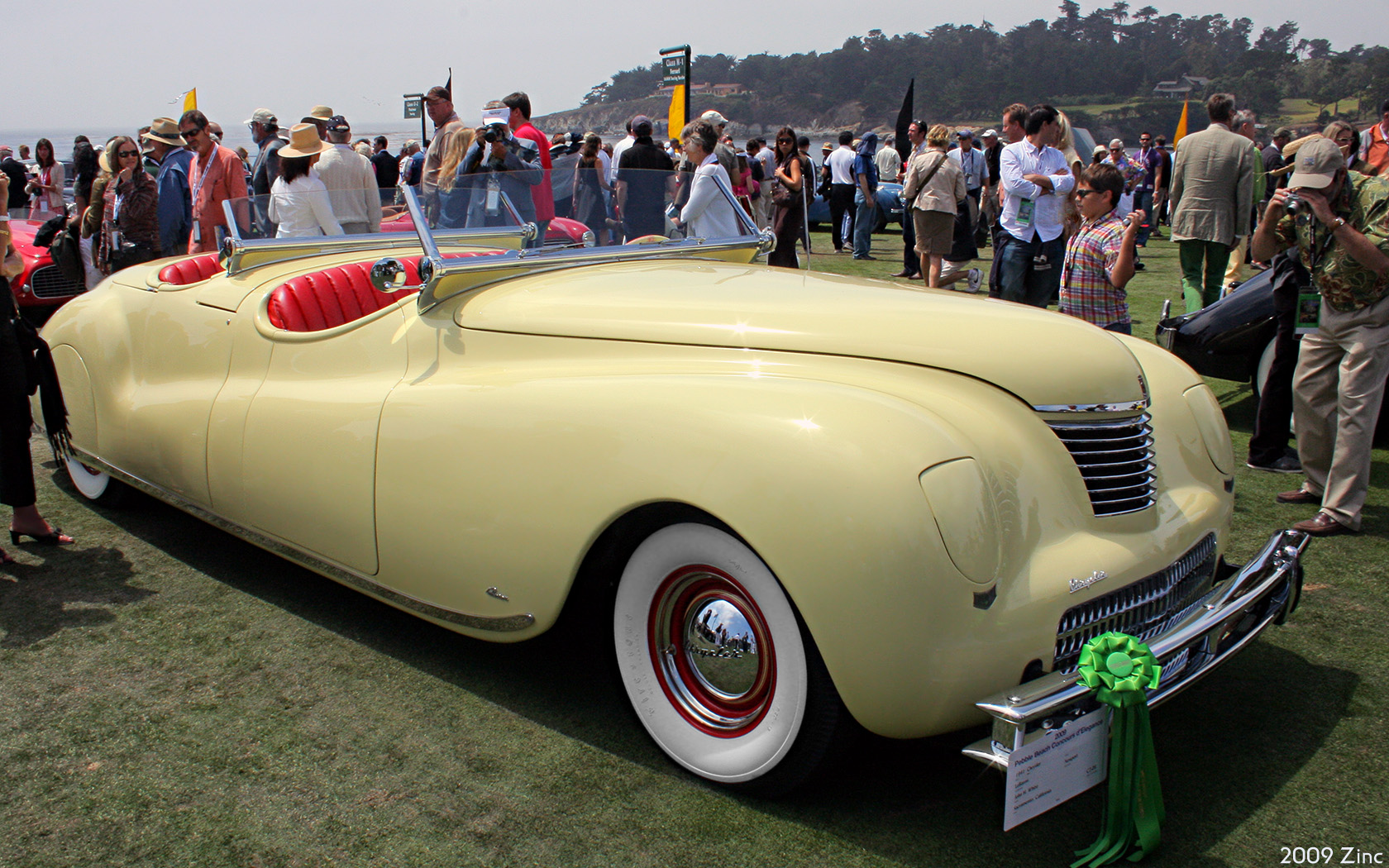
Фаетон 1941 року

Перший Newport, відомий як Chrysler Newport Phaeton, виготовлявся протягом 1940-1941 рр. Це був фаетон з подвійним обтічником, який використовував рядний 8-циліндровий плоский двигун «Chrysler Spitfire» зі 143 к. с. (107 кВт) з подвійними карбюраторами, спареними до 3-швидкісної трансмісії. Newport базувався на основі Chrysler New Yorker, і був розроблений дизайнером Ральфом Робертсом від компанії LeBaron / Briggs Manufacturing Company. Було збудовано лише шість автомобілів. Актриса Лана Тернер була власницею Newport Phaeton, так само як і засновник Волтер Крайслер, який використовував його як персональне авто. Наскільки відомо, сьогодні відомо про п’ятьох збережених автомобілів.
Newport Phaeton використовувався як автомобіль безпеки під час перегонів Індіанаполіс 500 1941 року. Цей автомобіль безпеки, номер шасі C7807503, був єдиним, на якому не було приховуваних фар і став особистою власністю Волтера Крайслера-молодшого після перегонів.

## 1950-і

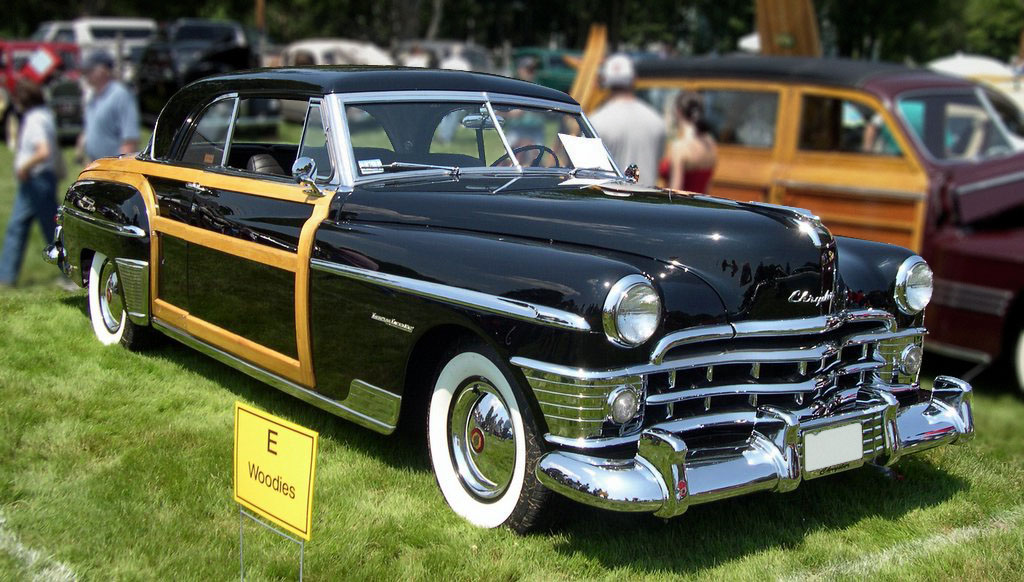
Модель 1950 року

Назва Newport використовувалась протягом 1950 модельного року для позначення кузова 2-дверного хардтопу в лінійці Крайслера. Версія Newport була доступна як Windsor і New Yorker.
Рестайлинговий Town & Country 1949 року був вперше запропонований як хардтоп, однак цей кузов з’явився лише у фінальному 1950 році моделі.

## 1961–1964

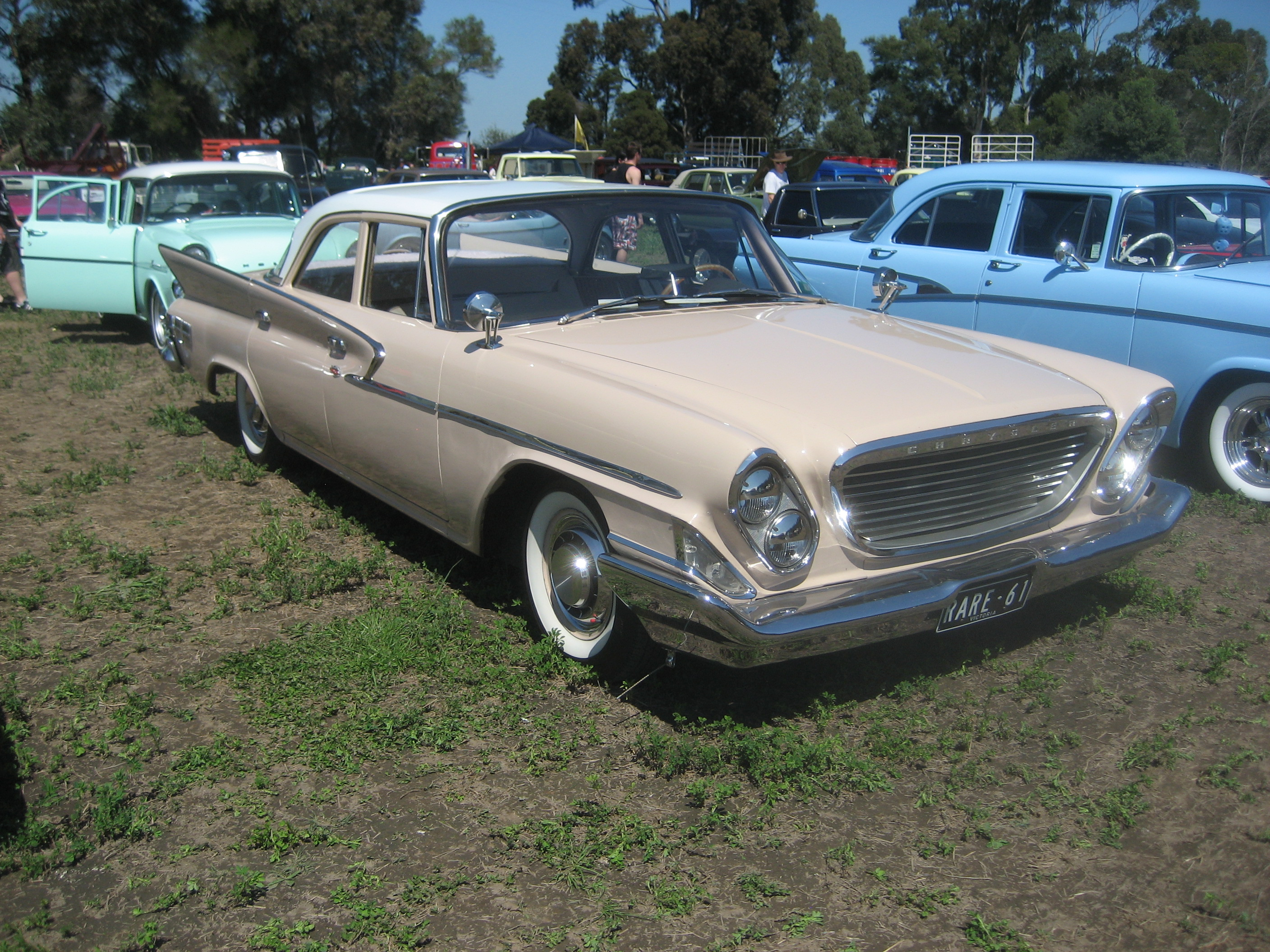
Модель 1961 року

Chrysler відродив назву Newport для своєї нової, повнорозмірної моделі 1961 року початкового рівня. З базовою ціною в $2,964 (рівною сьогодні $23,709), Newport був найменш дорогою моделлю Chrysler, який збирався звернутися до власників машин скасованого бренду DeSoto. В той час, як Newport був успішним і складав основну частину продукції Chrysler, базові седани Newport були версіями без оздоблення традиційних висококласних моделей Chrysler, включаючи малі ковпаки замість суцільних ковпаків на всю площину коліс, одноколірні інтер’єри і мінімальну кількість оздоблення екстер’єру. Сприйняття недорогого Крайслера нашкодило марці в довгостроковій перспективі через здешевлення унікальності бренду. На відміну, наступна вища модель, New Yorker, продавалась за $4,870 (рівні сьогодні $38,955).
В 1961 році, Newport був доступний в кузовах 2-дверного кабріолета, 2-дверного хардтопа, 4-дверного седана, 4-дверного хардтопа і 4-дверного універсала. Базовий двигун для Newport був V8, об’ємом 361 куб. дюйм (5.9 л), потужністю в 265 к. с. (198 кВт). Опційними були 413 куб. дюйми (6.8 л) і 383 куб. дюйми (6.3 л), які переважно використовувались в універсалах Town and Country. Всі Newport можна було замовити з 413 з або одним, або двома 4-камерними карбюраторами і більшістю опцій моделі 300 з літерами, окрім чотирьох окремих сидінь, центральної консолі і тахометра.

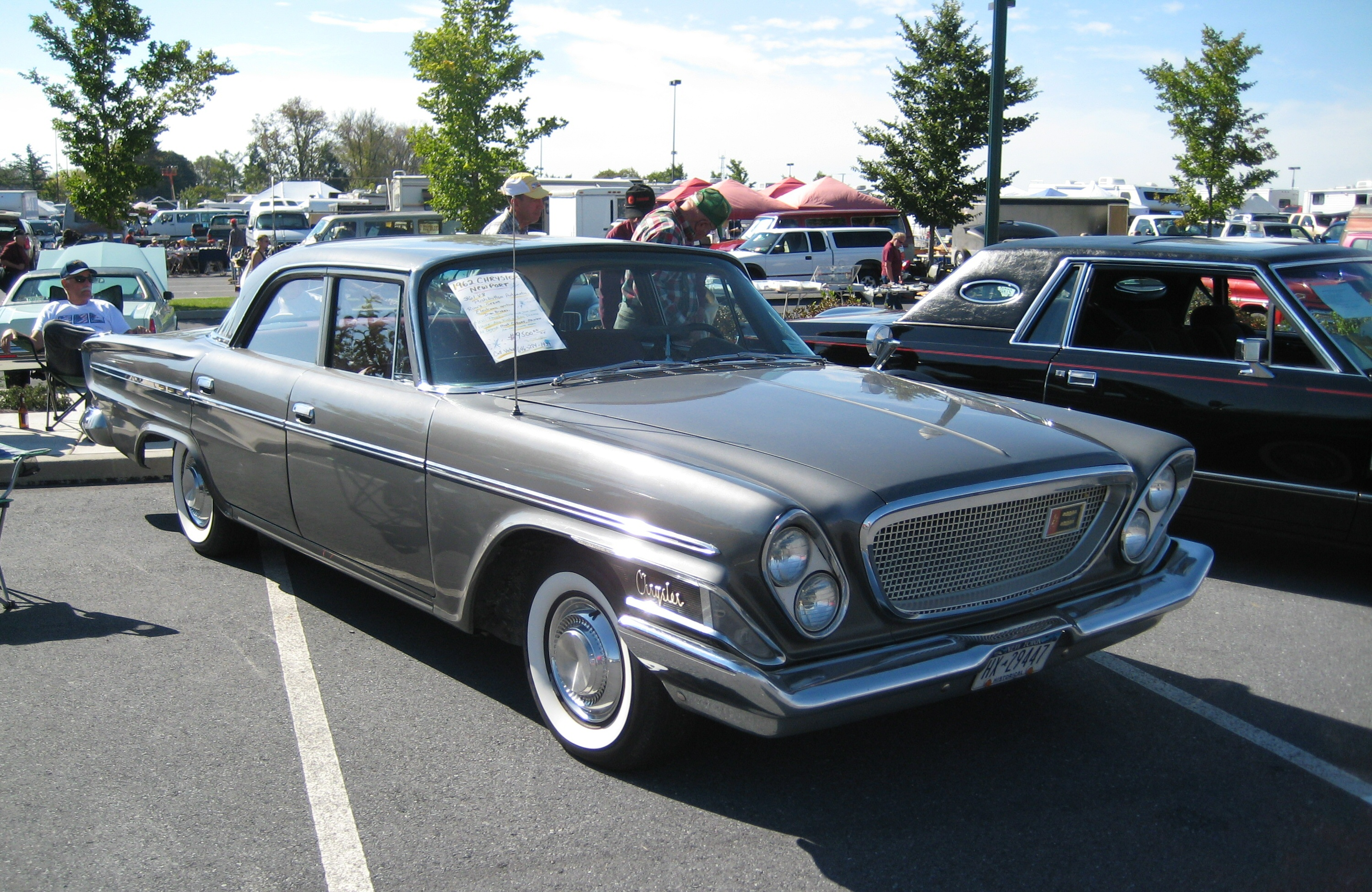
Модель 1962 року

Універсали 1961–1964 рр. мали кузов хардтоп, без стійки між дверима. Скошені передні фари використовувались перед тим на Lincoln, і коротко на Buick, але до 1961 року, коли ця генерація була представлена, ця особливість була унікальною для Chrysler.
Крайслери 1962 модельного року продовжували використовувати кузов 1961 року, але вже з урізаними плавниками.
Newport був оновлений поряд з New Yorker і Chrysler 300 для 1963 року, з чиїм стилем кузова він існуватиме і в 1964 році.
1963 модельний рік був основним рестайлингом, без жодних плавників. Моделі 1964 року побачили повернення малих плавничків з хромованими наконечниками.

## 1965–1968

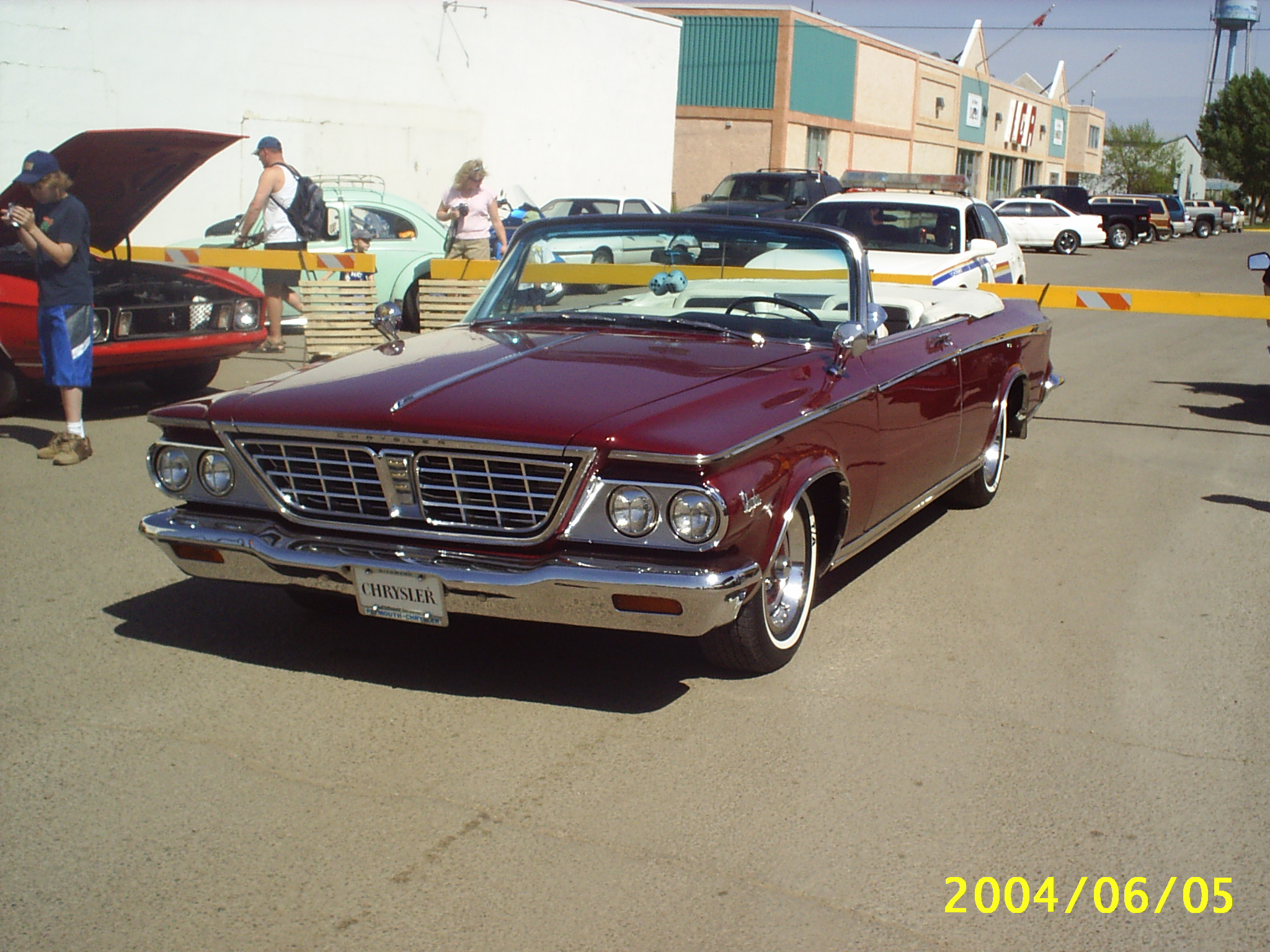
Модель 1964 року

Newport 1965 року був побудований на повністю новій платформі Chrysler C, яку розділяв з моделями 300 і New Yorker, поряд з Dodge Polara і Plymouth Fury. Стиль нагадував квадратні лінії Lincoln Continental і Imperial 1964 року, тоді як колісні бази збільшились на 2 дюйми (51 мм) до 124 дюймів (3,150 мм) (універсали продовжували мати 122-дюймову (3,099 мм) колісну базу). Всі стилі кузова були продовженою формою з 1964 року, включаючи 4-дверний седан зі стійками, 4-дверний хардтоп седан, 2-дверне хардтоп купе і кабріолет, разом з універсалом, який перейменували в Chrysler Town & Country і став окремою серійною моделлю. Новий стиль кузова для 1965 року (ділився з іншими Крайслерами і Dodge Polara) був 6-віконний Town Sedan, який включав маленьке бокове вікно в стійці, подібне до 3-віконного дизайну  автомобілів 1950-х. Цей дизайн повернеться пізніше, в 1970-х.

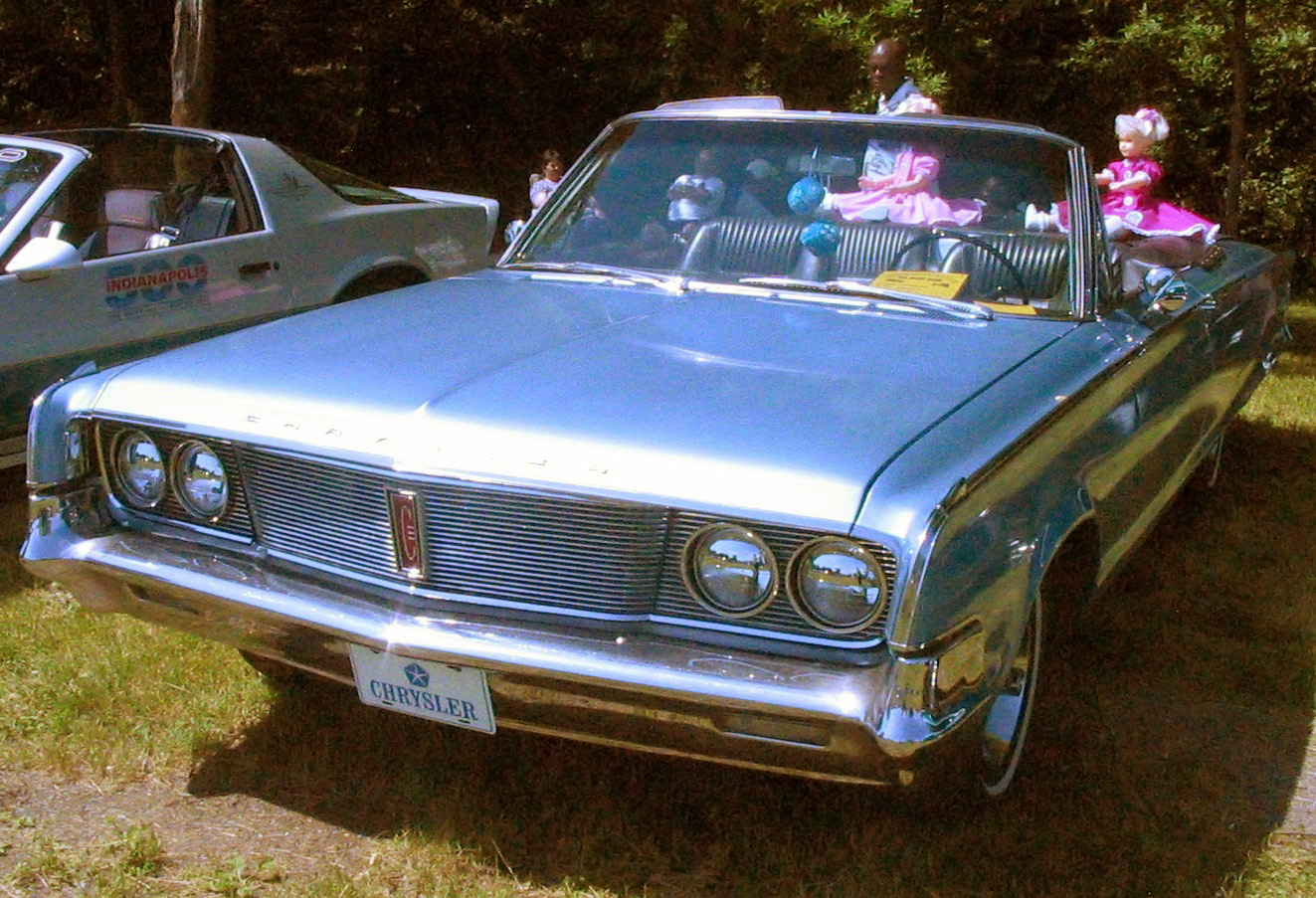
Модель 1965 року

Стандартний двигун для Newport 1965 року був 383 куб. дюймовий (6.3 л) V8, з 2-камерним карбюратором і 270 к. с. (201 кВт), розроблений для використання регулярного палива з октановим числом 92-94. Опційно доступний за додаткову плату був 383 з 4-камерним карбюратором і 315 к. с. (235 кВт) з вищим стиском і вимогою преміум-пального з октановим числом 98-100. Стандартна трансмісія була 3-ступенева ручна з важелем на колонці керма і опційно доступна 3-ступенева автоматична трансмісія Torqueflite, яка включала замість важеля на колонці кнопки попередніх років, так як була зміна на всіх автомобілях і вантажівках корпорації Chrysler 1965 модельного року.
Інтер’єри включали м’які панелі приладів, килимки по всьому салону і вибір між тканинно-вініловими чи повністю вініловими диванними сидіннями і сидіннями з підлокітником для седана. Купе і кабріолети Newport також пропонувались з опційними роздільними сидіннями з або центральною консоллю і важелем коробкою передач на підлозі, або підлокітником і центральною подушкою.

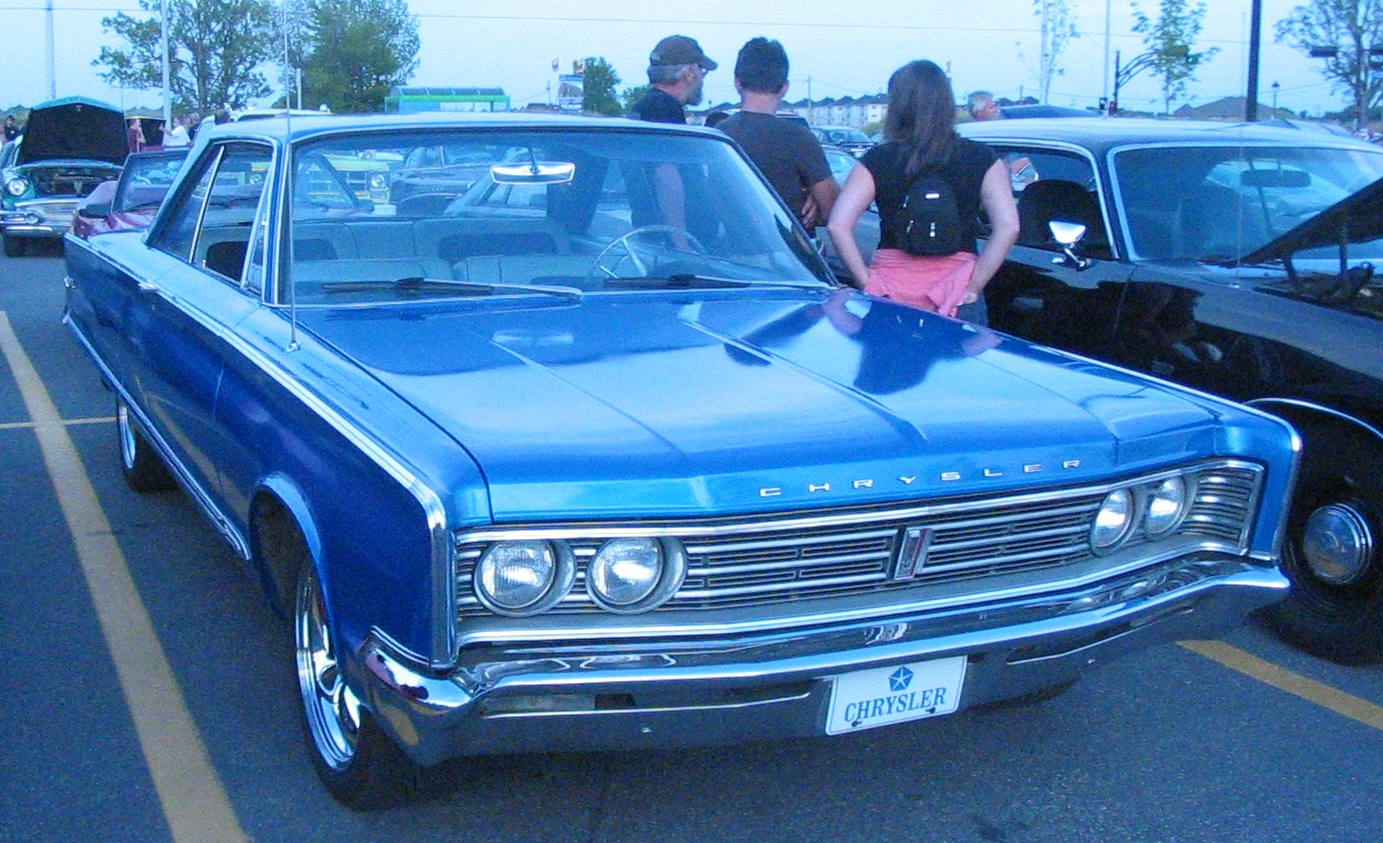
Модель 1966 року

Newport 1966 року отримав нову решітку радіатора і переосмислені задні ліхтарі, але в іншому був мало змінений з 1965 року. Пропозиція двигунів була також переосмислена з 270 к. с. (201 кВт) 383 куб. дюймами (6.3 л) 2-камерним продовжували встановлювати як стандартний в той час, як 4-камерний 383 отримав 10 к. с. (7 кВт) збільшення до 325 к. с. (242 кВт). Новим цього року був крайслерівський 440 куб. дюймовий (7.2 л) V8, який був доступний у високо виготовленій TNT версії з 4-камерним карбюратором, подвійним вихлопом і очищувачем повітря з подвійною трубкою. Цю версію оцінили в 365 к. с. (272 кВт), на приблизно 15 к. с. (11 кВт) більше, ніж в стандартному 440 4-камерному, який був базовим двигуном в New Yorker і Imperial, і опційним для Chrysler 300, як і для Dodge Polara і Monaco, і Plymouth Fury.

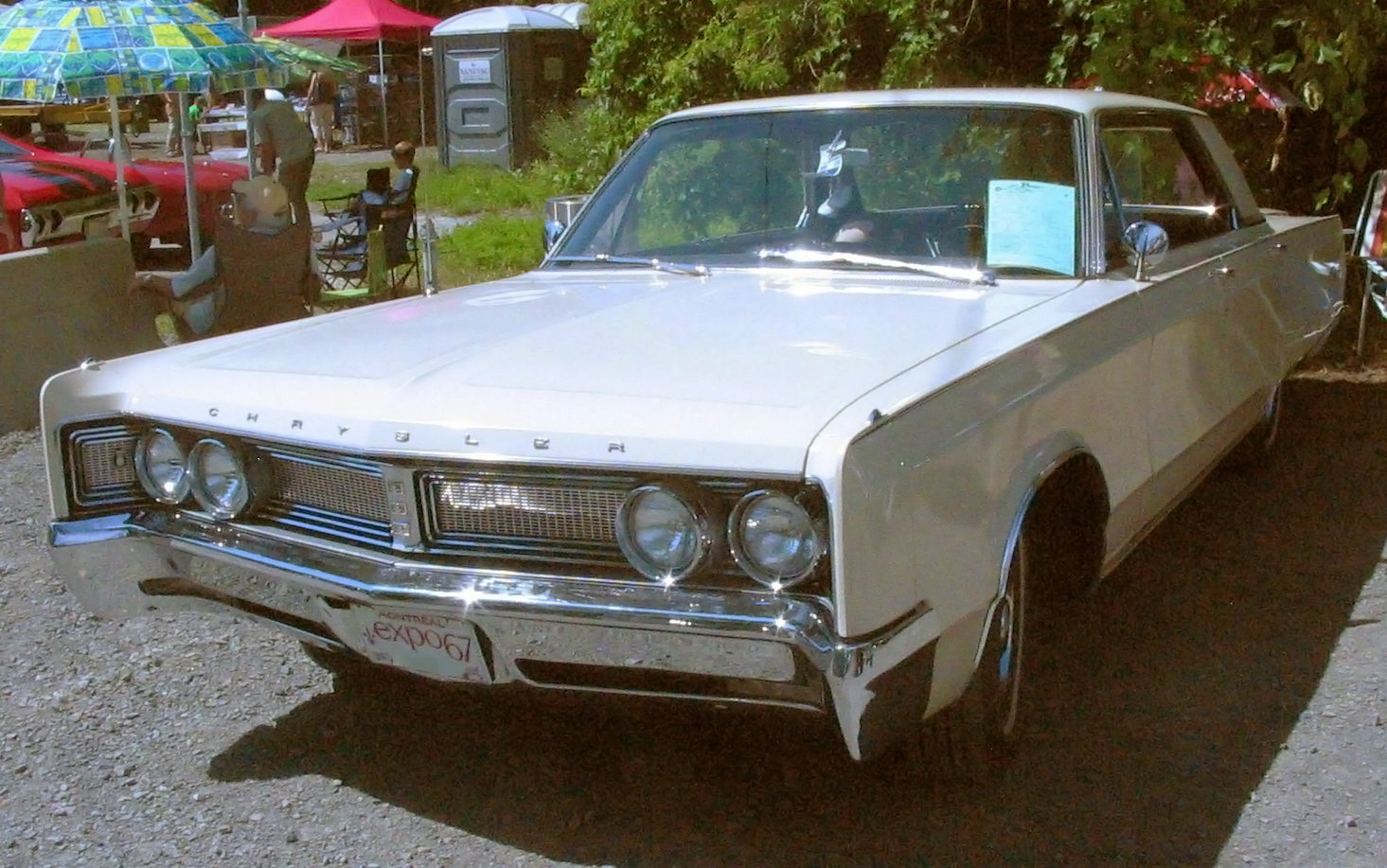
Модель 1967 року

Для 1967 року, Newport та інші Крайслери отримали новий лист металу, але зберігали базовий вигляд 1965 року. 2-дверні хардтопи отримали кутасту напівфастбекову лінію даху, включаючи скошені назад бокові вікна, тоді як лінії даху 4-дверного зі стійками і хардтоп седанів та універсалів були незмінними. 6-віконний Town Sedan, який слабо продавався, був скасований того ж року. Двигуни були незмінні, за винятком 440 куб. дюймів (7.2 л) TNT версії, яка була збільшена до 375 к. с. (280 кВт).
Новим для лінійки Newport в 1967 році була більш розкішна серія Newport Custom, доступна в кузовах 4-дерного зі стійками і хардтоп седанів, поряд з 2-дверним хардтопом.

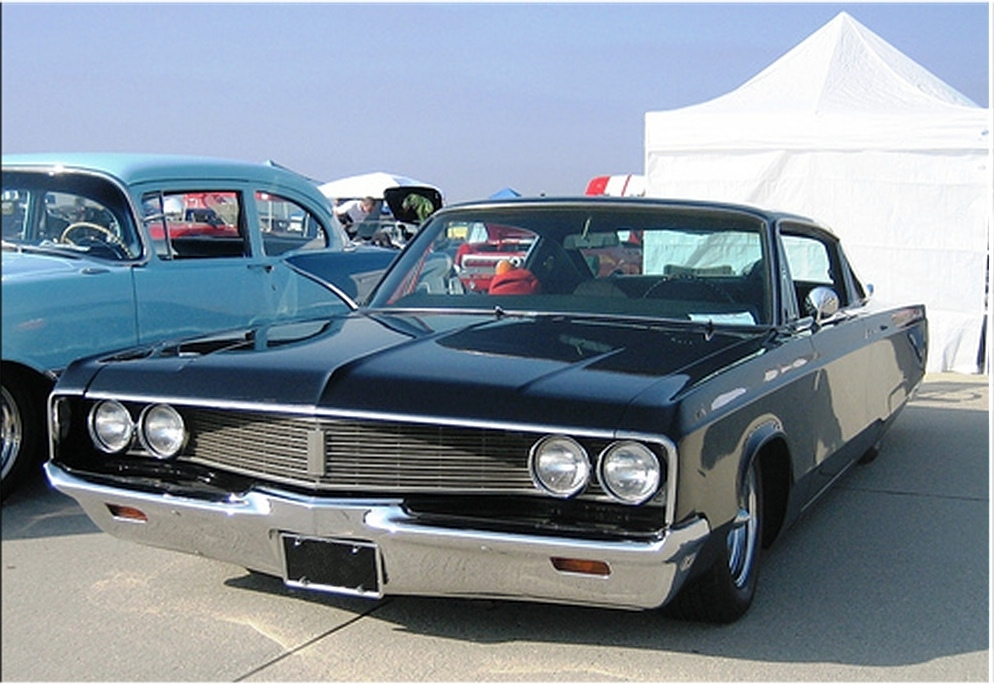
Модель 1968 року

Newport 1968 року отримав лише незначний фейсліфтинг від свого двійника 1967 року, включаючи нову решітку і задні ліхтарі. Всі стилі кузова перенесли на обидві лінійки моделей базового Newport і Newport Custom. Стандартний 383 куб. дюймовий (6.3 л) двокамерний V8 отримав збільшення на 20 к. с. (15 кВт) до 290 к. с. (216 кВт), тоді як показник 4-камерного 383 куб. дюймового (6.3 л) був від 325 к. с. (242 кВт) до 330 к. с. (246 кВт), тоді як 440 куб. дюймовий (7.2 л) TNT був незмінним на 375 к. с. (280 кВт).
Пропозиція всередині року на хардтоп купе і кабріолет Newport була опція Sportsgrain, подібна до імітованого зовнішнього бокового дерев’яного оздоблення на універсалах Town & Country того періоду. На Newport Sportsgrain надіялись, що він відродить дух кабріолетів Town and Country кінця 1940-х, але важив дещо більше, ніж простий Newport, так як він не мав жодних модифікацій і оздоблення інтер’єру було таким самим, як в стандартних Newport. Виробництво  Newport Sportsgrain 1968 року склало 965 хардтопів і 175 кабріолетів. Опція Sportsgrain повернулась для оновленого 2-дверного хардтопа і кабріолета Newport 1969 року; однак, замовлення опції були настільки низькими, що Chrysler не випустив їхні виробничі кількості.
Mercury спробував подібний напрям до Newport Sportsgrain у 1968 році, пропонуючи дерев’яну панель як опцію на купе і кабріолети моделі Park Lane під назвою «Панель яхтової деки», яка також не задовольнила значного споживчого попиту.

## 1969–1973

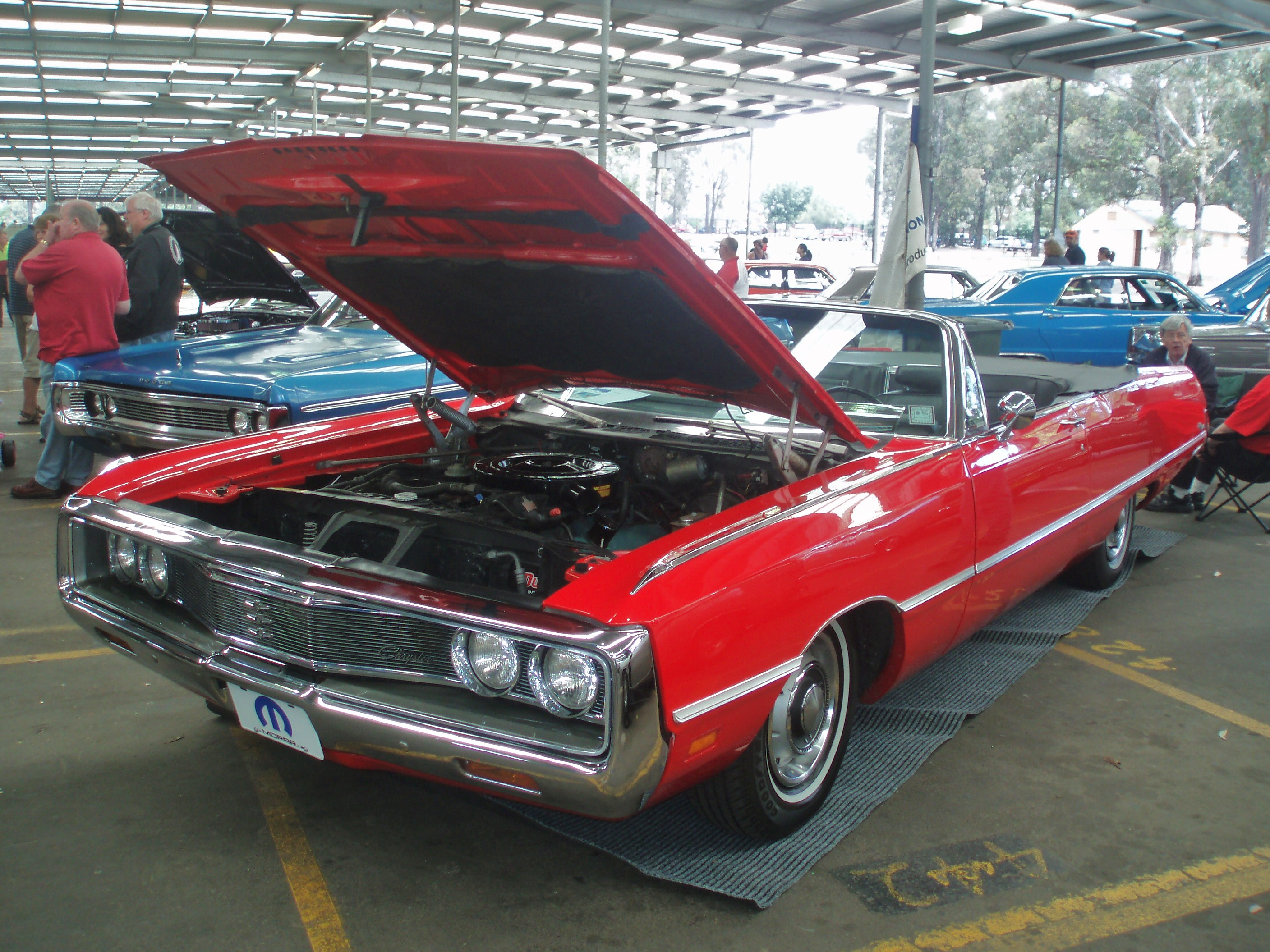
Модель 1969 року

Newport був знову повністю перероблений для 1969 року, і включав характерний фюзеляжний стиль, який стане символічним повно-розмірних автомобілів Chrysler аж до кінця 1973 модельного року. Навіть залишаючись з тією самою 124-дюймовою (3,150 мм) колісною базою, яку він ділив з преміум New Yorker, ця генерація Newport була довшою, нижчою, ширшою, і на кілька сотень фунтів важчим за Ньюпорти 1965-1968 рр..
Навіть все ще пропонований у 2-дверному і 4-дверному хардтопі, 2-дверному кабріолеті і 4-дверному седані, універсали більше не були частиною серії Newport, так як Town & Country став повністю окремою моделлю. Кабріолети Newport були скасовані після 1970 року, слідуючи за падінням продажів у 48% того року, до 1,124 кабріолетів; в той час, як в сумі продажів Newport впали майже до 30%, до 110,292 машин, попри рестайлинг.

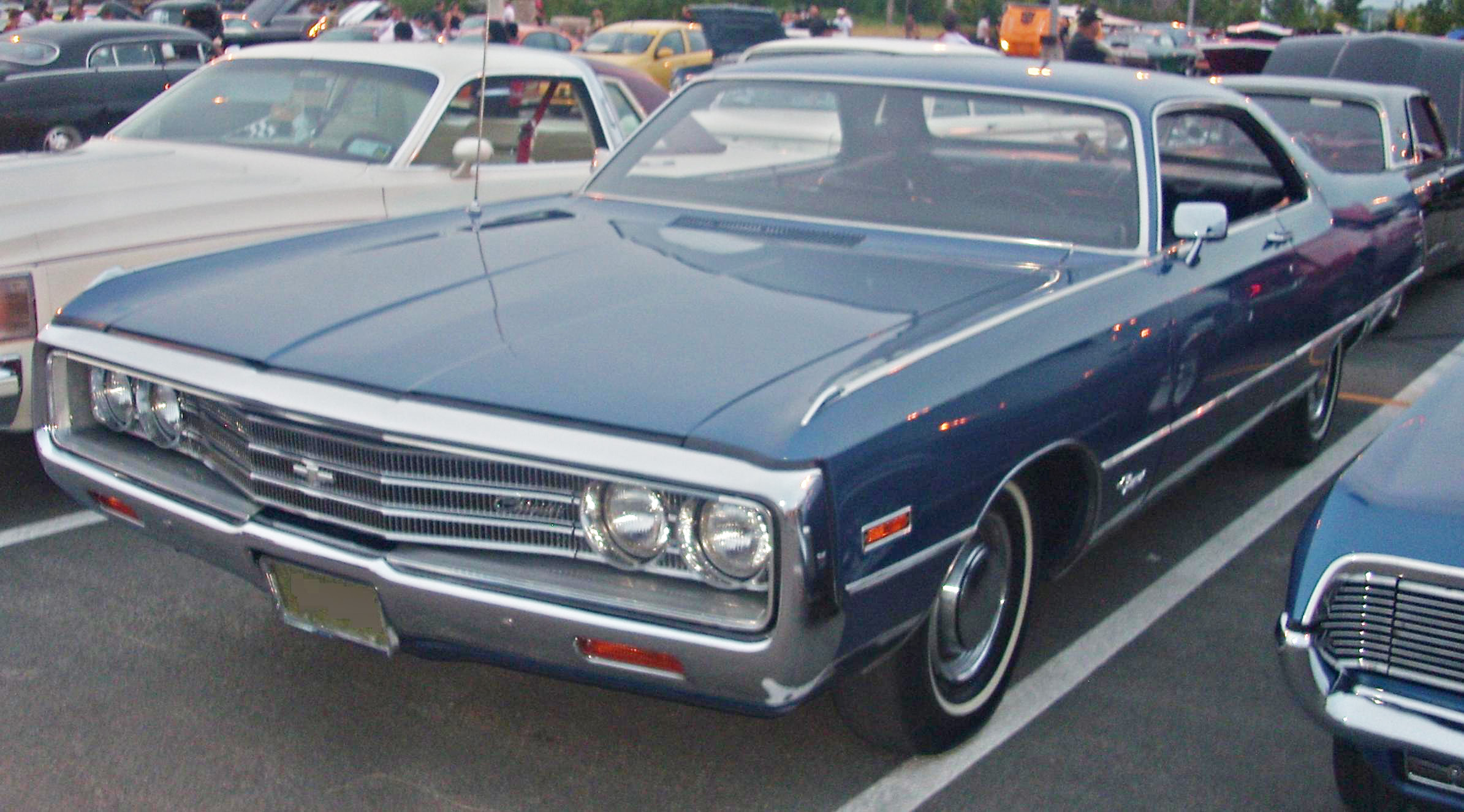
Модель 1971 року

Доступний у 2- і 4-дверних хардтопах і 4-дверних седанах, Newport Custom все ще пропонуватимуть як топовий Newport протягом всього циклу дизайну 1969-1973 рр. Вперше з’явившись у 1971 році, Newport Royal був моделлю початкового рівня в серії Newport. Він позичив назву в початкового рівня Chrysler з 1937-50 рр.; але назва Royal була відкинена в 1972 році.

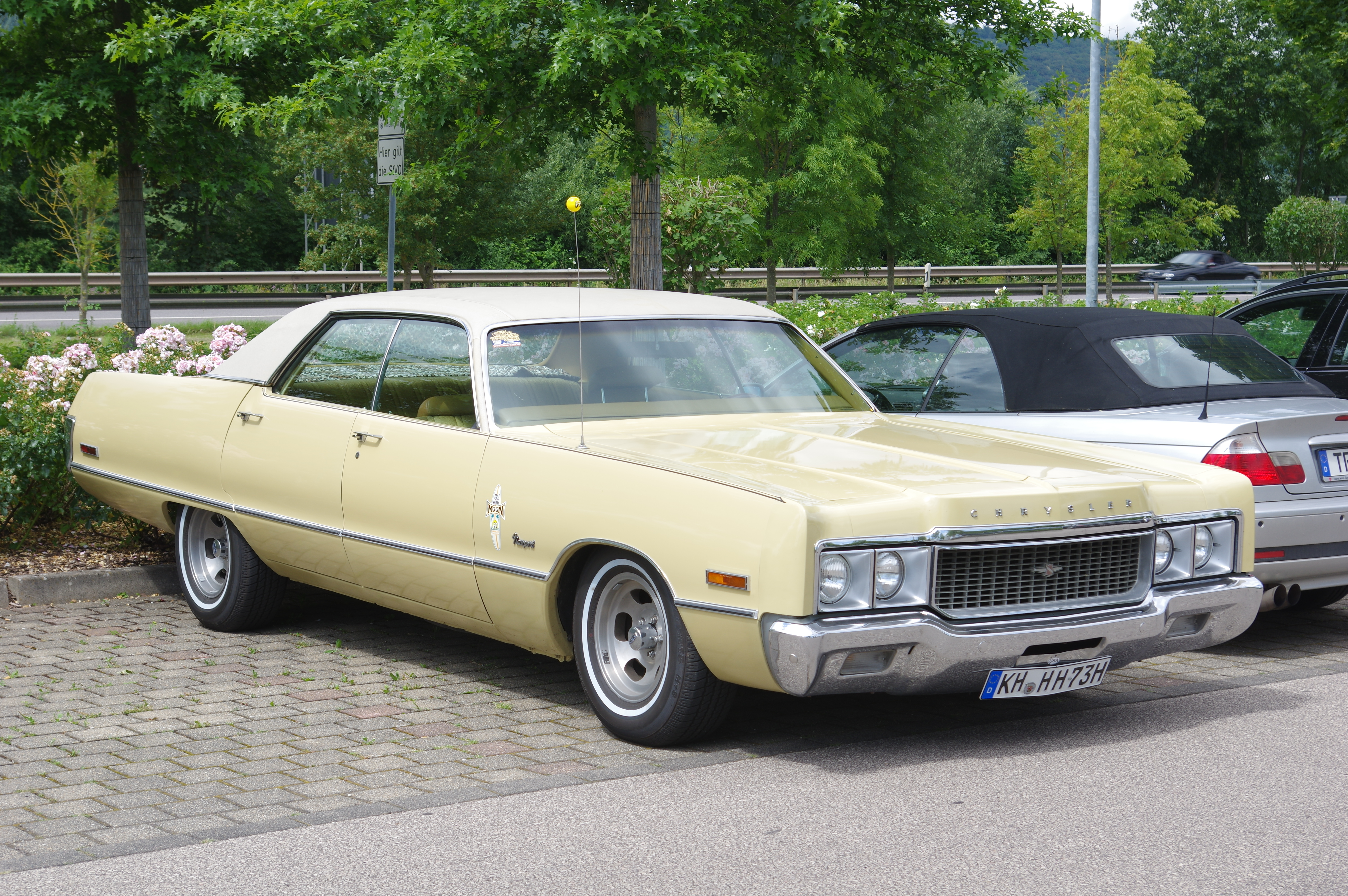
Модель 1973 року

Для 1971 модельного року, Royal прийшов зі стандартним V8 з 255 к. с. (190 кВт) 360 куб. дюймами (5.9 л), опційними 275 к. с. (205 кВт;) чи 300 к. с. (224 кВт) 383 куб. дюймами (6.3 л) двигунами, але не з 440 куб. дюймами (7.2 л); Custom був стандартним з 275 к. с. (205 кВт) 383 куб. дюймами (6.3 л) V8 і опційними 300 к. с. (224 кВт) 383 куб. дюймами (6.3 л) чи 335 к. с. (250 кВт) 440 куб. дюймами (7.2 л) V8. Для 1972 року, Royal прийшов зі стандартним V8 з 175 к. с. (130 кВт) 360 куб. дюймами (5.9 л), з недоступними двигунами більших об’ємів, в той час як Custom був стандартним зі 190 к. с. (142 кВт) 400 куб. дюймами (6.6 л) V8, і опційними 225 к. с. (168 кВт) одним і 245 к. с. (183 кВт) подвійним вихлопом 440 куб. дюймами (7.2 л) V8. Силова віддача поступово знижуватиметься на всіх двигунах протягом цієї генерації у зв’язку з більш жорсткими стандартами викидів і ростом цін на пальне.

## 1974–1978

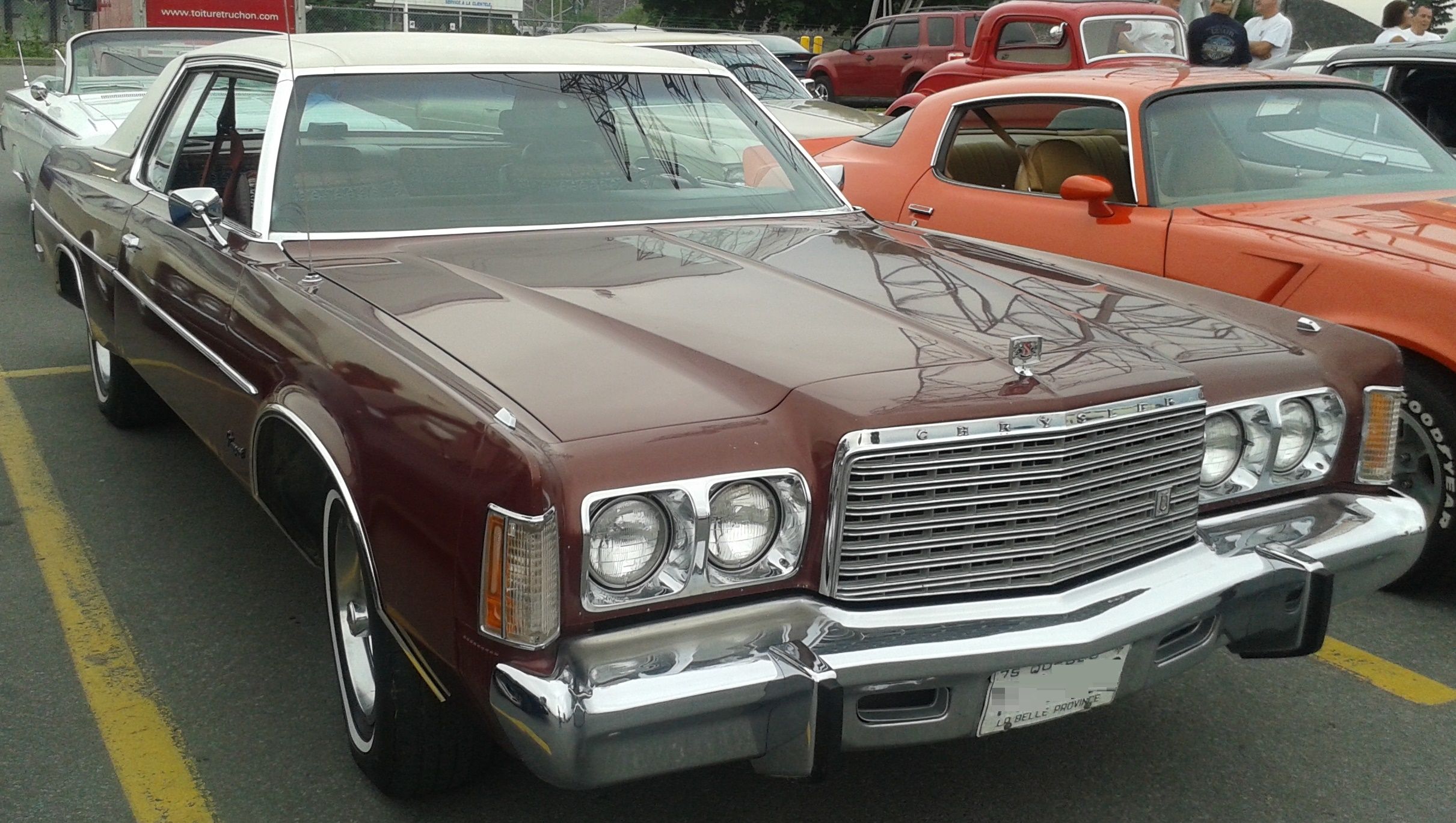
2-дв. хардтоп 1975 року

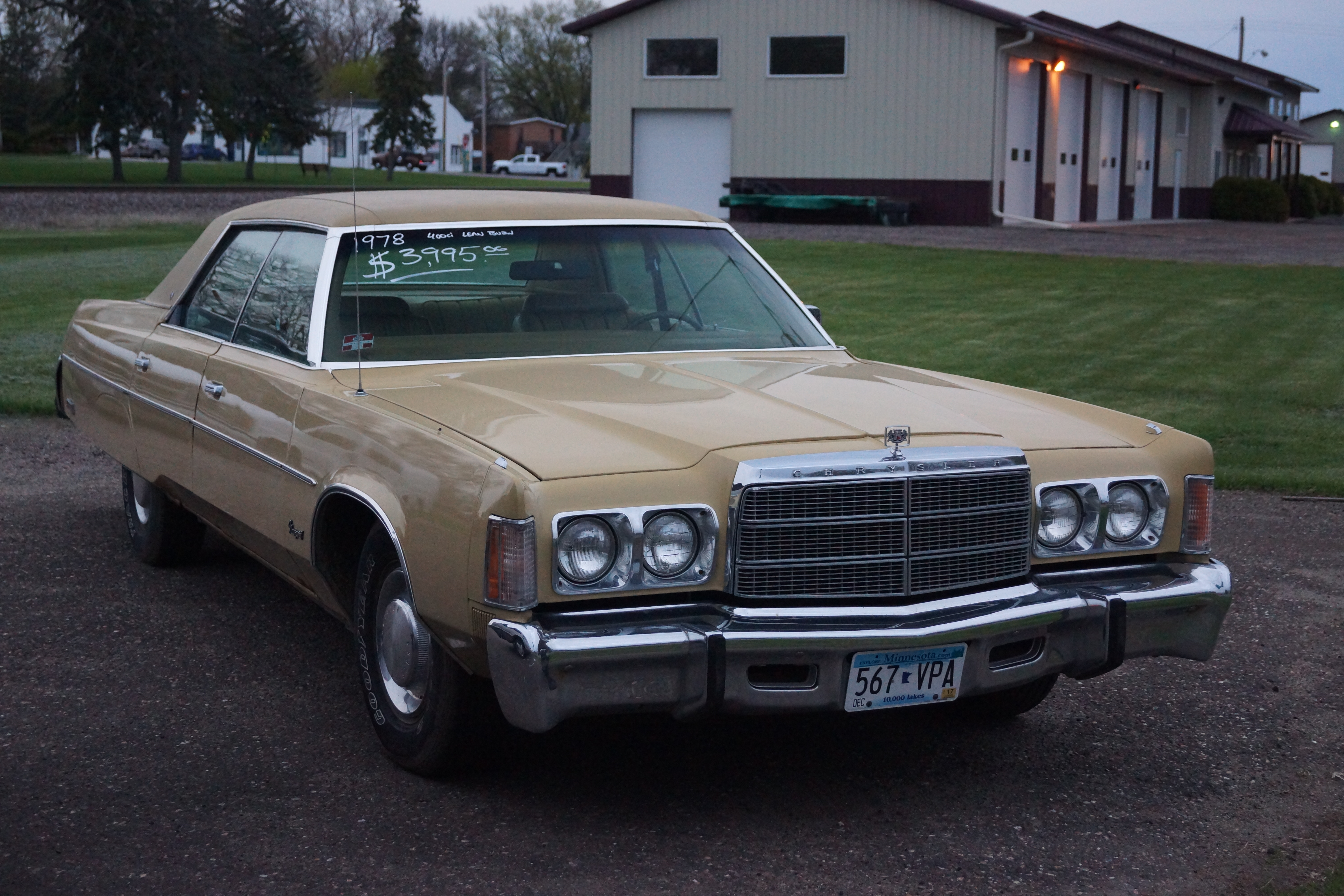
4-дв. хардтоп 1978 року

Newport був перероблений для 1974 модельного року, разом зі всіма іншими повнорозмірними автомобілями з кузовом C. Ця генерація поширила широкий «фюзеляжний» стиль в сторону більш чіткого, плоского стилю. Незважаючи на втрату кількох дюймів в довжині, Ньюпорти 1974-1978 рр. були одними з найтяжчих автомобілів, які коли-небудь виготовляв Chrysler. Їхнє представлення збіглося з паливним ембарго 1973 року, і продажі всіх повнорозмірних автомобілів різко впали. Корпорацію Chrysler особливо тяжко вдарили, так як менші автомобілі під брендом Chrysler не продавались.
Виробництво Newport з кузовом C закінчилось у 1978 році, разом з Chrysler New Yorker. Споріднені автомобілі Dodge і Plymouth з кузовом C, як і універсали Chrysler Town & Country з кузовом C, були відкинені на рік раніше. Newport 1978 року пропонувався в останніх справжніх 2-дверних і 4-дверних хардтопах в американській автомобільній промисловості.

## 1979–1981

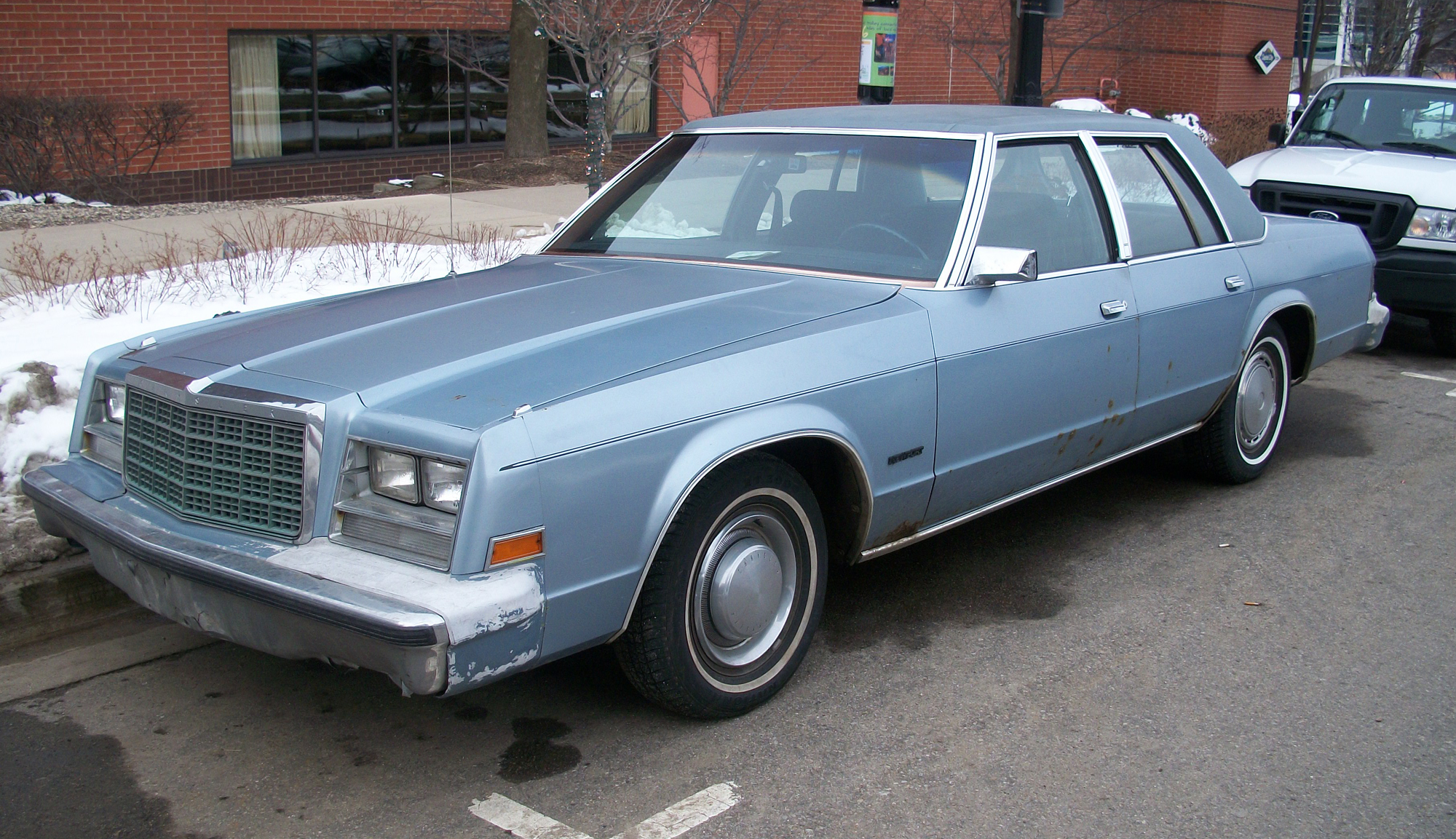
Модель 1979 року

1979 модельний рік побачив нового скороченого Newport на платформі R Крайслера, похідного від близької платформи B Крайслера 1962 року. Це зменшило доступність моделі до окремого 4-дверного хардтоп седана зі стійками. В той час як GM і Ford скоротили свої великі автомобілі, споруджуючи менші кузови навколо більш просторих пасажирських салонів, Chrysler взяв інший напрям. Існуюча платформа B Крайслера була модифікована для покращення економії палива через ряд заходів економії маси. Приклади включають пластикові поршні гальмівних циліндрів на колесах, які, як правило, напухали і зв’язували гальма після кількарічної служби. Покриті хромом алюмінієві бампери були іншою інновацією, але були замінені у 1980 році міцнішим сталевим заднім бампером. Двигуни V8 з великим літражем були відкинені.
Початкові продажі 1979 року були сильні, але нестійке фінансове становище Крайслера, пов’язане з тугішим постачанням мастила і пального, нашкодило продажам оновленої машини, і всі моделі в кузові R були відкинені після короткої тривалості моделей 1981 року, так як Chrysler почав свою власну зміну в сторону менших передньопривідних машин.

## Скасоване відродження

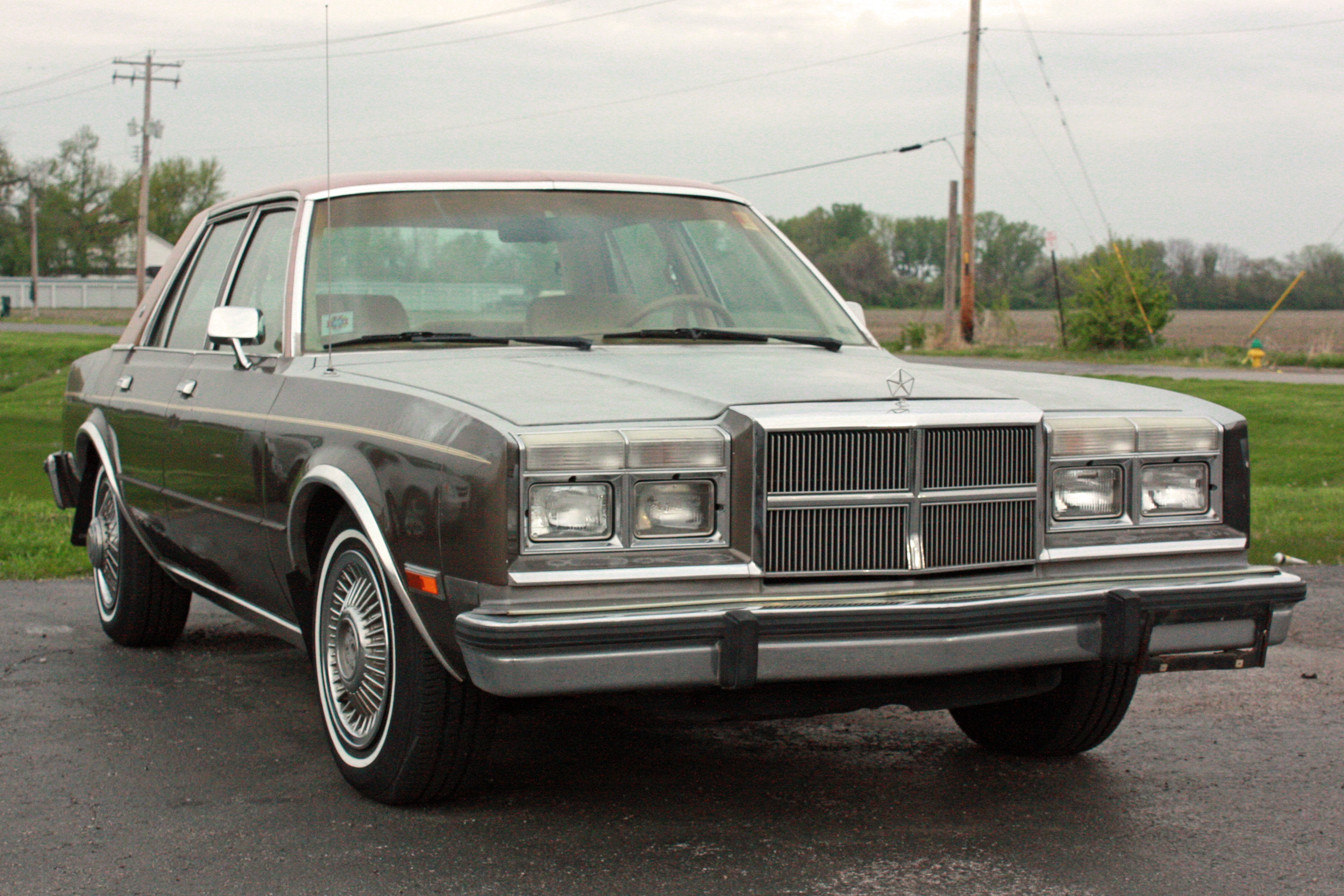
Dodge Diplomat з модифікованою решіткою від Chrysler

Назва моделі Newport майже повернулась на початку 1984 року як опція до лінійок кузова M (Dodge Diplomat, Plymouth Gran Fury, Chrysler Fifth Avenue). Замовлення взяли дилери Chrysler-Plymouth, але в останню хвилину, можливий Newport продавався як Dodge Diplomat SE. Ця модель використовувала таку саму водоспадну решітку радіатора як і Chrysler Fifth Avenue, за винятком горизонтального бруса, який йшов по центру, щоб імітувати інші «перехресні» решітки в лінійці Dodge.